# Törpe sás
A törpe sás vagy lappangó sás (Carex humilis) az egyszikűek (Liliopsida) osztályának perjevirágúak (Poales) rendjébe, ezen belül a palkafélék (Cyperaceae) családjába tartozó faj.

## Származása, elterjedése
Kontinentális, eurázsiai növény. A Magyar-középhegységben gyakori, például a Börzsönyben él. valamint a Mátrában is megtalálhatóak állományai,
míg a Dunántúlon és az Alföldön ritkább.

## Változatai
- Carex humilis var. humilis
- Carex humilis var. nana (H.Lév. & Vaniot) Ohwi

## Megjelenése, felépítése
Kör alakban terjedő, tömött, igen sűrű, alacsony gyepet alkotó növény. Gyöktörzse vaskos, megnyúlt.
Vékony, enyhén érdes és háromélű, a leveleknél sokkal rövidebb szára 2–10 centiméter magasra nő. A tőlevelek hüvelye piros, foszladozó. A szürkészöld, érdes, kihegyezett levéllemez 1–2 milliméter széles, 10–25 centiméter hosszú, keskeny szálas, többnyire serteszerűen összegöngyölt. Virágzatában egyetlen, hosszú nyelű, 1–1,5 centiméter hosszú, hengeres porzós füzérke és 2-3 lejjebb és egymástól távolabb álló, többnyire háromvirágú termős füzérkét találunk. A pelyvák tompák, pirosas barnák, szegélyükön széles fehér hártyával. A tömlő 3–4 milliméter hosszú, visszás tojásdad, háromélű, sűrűn, finoman szőrözött, benne három bibével.
Termés visszás tojásdad, az alsó része háromélű.

## Életmódja, termőhelye
Évelő. Szárazságtűrő; főképp domb- és hegyvidékeken nő a karszt- és bokorerdőkben. Helyenként társulásalkotó tömegben találjuk a meleg, törmelékes, mészkő-, illetve dolomitlejtőkön, sztyeppéken, homoki réteken, száraz, világos erdőkben, sziklafüves lejtőkön, hegyi legelőkön, ahol füzérkéi az elhalt, rőt téli levelek közé süppednek.
Március-áprilisban virágzik.